# Annopole (Środa Wielkopolska)
Pour les articles homonymes, voir Annopole.
Annopole (prononciation : [annɔˈpɔlɛ], en allemand : Annakolonie) est un village polonais de la gmina de Środa Wielkopolska dans le powiat de Środa Wielkopolska de la voïvodie de Grande-Pologne dans le centre-ouest de la Pologne.
Il se situe à environ 6 kilomètres à l'ouest de Środa Wielkopolska (siège de la gmina et du powiat) et à 29 kilomètres au sud-est de Poznań (capitale régionale).

## Histoire
De 1975 à 1998, le village faisait partie du territoire de la voïvodie de Poznań.

Depuis 1999, Annopole est situé dans la voïvodie de Grande-Pologne.